# Codringtonia neocrassa
Codringtonia neocrassa is een slakkensoort uit de familie van de Helicidae. De soort komt voor in Albanië en Griekenland.
De wetenschappelijke naam Codringtonia neocrassa is voor het eerst geldig gepubliceerd in 1952 door Zilch.